# أقكند
أقكند (بالفارسية: آقکند) أو خونج هي إحدى مدن محافظة أذربيجان الشرقية في إيران، وتقع في منطقة كاغذكونان من مدينة ميانه. يقدر عدد سكانها بـ 1,823 نسمة.